# Henry Beaufort (bíboros)
Henry Beaufort (Beaufort-kastély, Anjou, 1374 – Winchester, 1447. április 11.) angol bíboros és államférfi. 1435 és 1443 között a gyengeelméjű király, VI. Henrik kormányát vezette.

## Korai évek
Henry Beaufort apja Genti János lancasteri herceg, III. Eduárd angol király fia, anyja Catherine Swynford volt. Beaufort házasságon kívül született. Három testvére volt, John, Somerset későbbi grófja, Thomas, a leendő exeteri herceg és Joan. Genti János később feleségül vette szeretőjét, és a gyerekeit elismerte a pápa és 1397. február 9-én a parlament is. Henry Beaufort Aachenben jogot tanult, majd 1388–89-ben a Cambridge-i Egyetem diákja, 1390–91-ben az oxfordi Queen's College hallgatója volt.
Unokatestvére, II. Richárd angol király uralkodása alatt, 1397-ben az Oxfordi Egyetem kancellárja, 1398. július 14-étől Lincoln püspöke lett. Ebben az időben Alice FitzAlannal, Arundel grófjának lányával volt viszonya, amelyből 1402-ben egy el nem ismert lány, Jane Beaufort született. 1399-ben elkísérte a királyt írországi hadjáratára. Eközben II. Richárd száműzött unokatestvére, Henry Bolingbroke visszatért Angliába franciaországi száműzetéséből, és királlyá koronáztatta magát.

## A király mellett
1403-tól IV. Henrik királyi tanácsának tagja, Anglia főkancellárja. 1404. november 19-én Winchester püspökének nevezik ki, amivel nagy vagyonhoz jut. Miután a király egészsége annyira megromlott, hogy képtelen lett az ügyek intézésére, fia, a leendő V. Henrik angol király vette át a tanács vezetését. A püspök 1411 és 1413 között rossz viszonyban volt a walesi herceggel, de amikor az trónra lépett, ismét kancellárnak nevezte ki őt. Annak érdekében, hogy még magasabb pozícióba jusson, az egyházon belül is emelkedési lehetőségeket keresett.
1417-ben lemondott a kancellári pozícióról, és elutazott a konstanzi zsinatra. Beaufort befolyását felhasználva közbenjárt a későbbi V. Márton pápa megválasztásáért. A katolikus egyházfő viszonzásul bíborosi és pápai legátusi tisztséget ajánlott, de a király kívánságára, aki attól tartott, hogy Beaufort túl hatékonyan képviseli majd a vatikáni politikát, ezekről lemondott.
1422-ben V. Henrik meghalt Franciaországban, és a kilenc hónapos VI. Henrik lett az angol király, ami nagy lehetőséget kínált a bíborosnak. Beaufort 1424-ben ismét kancellár lett, és 1426-ig hivatalban maradt. Kancellársága idején folyamatos harcban állt unokaöccsével, Humphrey Plantagenet gloucesteri herceggel, aki amiatt támadta, hogy egyszerre tölt be magas állami és egyházi tisztséget.
1426-ban a pápa St. Eusebius bíborosává tette. Pápai legátusként 1427-ben a husziták ellen vonult, de csapatai vereséget szenvedtek augusztus 4-én a tachovi csatában. 1429-ben keresztes háborút hirdetett a husziták ellen, majd csapatokat toborzott Angliában, de végül Franciaországba irányította őket az angol sereg megsegítésére.
1431-ben Henry Beaufort elnökölt Jeanne d’Arc tárgyalásán. 1435 és 1439 között sikertelen kísérleteket tett a százéves háború lezárásra. 1442-ben hajlandó volt anyagilag támogatni egy angol sereg franciaországi kiküldését, ha unokaöccse, John Beaufort, Somerset hercege vezetheti azt. A vállalkozás balul sült el, és az angolok elvesztették az V. Henrik által elfoglalt területek többségét. Somerset kegyvesztett lett, és a bíboros is visszavonult a politikától. Henry Beaufort 1447. április 11-én a winchesteri püspöki palotában hunyt el. Holttestét a város katedrálisában helyezték örök nyugalomra.